# Kehlani
Kehlani Ashley Parrish (Oakland, 24 de abril de 1995), conhecida profissionalmente como Kehlani, é uma cantora e compositora de R&B e hip hop americana. Kehlani é originalmente de Oakland, Califórnia, onde ela alcançou a fama inicial como um membro do grupo de pop adolescente, PopLyfe, que foi finalista no programa de TV America's Got Talent. Ela lançou seu primeiro mixtape, Cloud 19, em 2014. Em 2016, ela foi nomeada para o prêmio Grammy de Melhor Álbum Contemporâneo Urbano.
Se tornou mais conhecida ao gravar uma música para a trilha sonora do filme Esquadrão Suicida chamada "Gangsta". A música foi lançada no dia 1 de agosto de 2016, pela Atlantic Records e foi composta por Kehlani, Myron Birdsong, Skylar Grey, Andrew Swanson e JMIKE, com este último também produzindo a canção. Liricamente, a canção fala sobre seu desejo pelo amor de um "gangsta" por ela e é potencialmente inspirada pelo relacionamento entre o Coringa e a Arlequina no filme.

## Vida e carreira
Kehlani cresceu em Oakland, na Califórnia. Ela descreve sua etnia como uma mistura de "negro, branco, nativo-americano e hispânico". Ela foi criada por sua tia porque seu pai morreu quando ela era jovem e sua mãe vivia "dentro e fora" da prisão. Ela ingressou na Oakland School of the Arts inicialmente focada na dança.
No início de sua vida, Kehlani desejava se tornar uma dançarina na Juilliard School, mas ela sofreu uma lesão no joelho no ensino fundamental e a partir daí voltou sua atenção para o canto. Sua tia ouvia quase que exclusivamente R&B e artistas de neo soul, e Kehlani tem Lauryn Hill, Erykah Badu e Jill Scott como algumas de suas influências. Quando ela tinha 14 anos, foi recrutada para se juntar a uma banda local que fazia covers de música pop, PopLyfe.

### 2009–13: Começo da carreira com PopLyfe
A carreira de Kehlani como cantora começou efetivamente como a vocalista do PopLyfe. A banda era produzida pelo ex-membro da Toni! Toni! Toné!, D'Wayne Wiggins. O grupo se apresentava em shows pela área da Baía de São Francisco e em outros lugares por volta de 2 anos. Em 2011, eles participaram de uma audição para a sexta temporada do America's Got Talent, e eventualmente terminaram em quarto lugar nas finais. Durante a sua apresentação final, o juiz Piers Morgan disse a Kehlani: "Você tem um talento real, mas eu acho que você não precisa do grupo".
Kehlani deixou o PopLyfe logo depois do fim do programa porque havia muitas disputas administrativas e contratuais. Por seis meses, ela evitou se envolver com a música por medo de ser processada pela direção do grupo. Em 2012 e 2013, Kehlani estava efetivamente sem-teto, se mudando de casa em casa e geralmente dormindo em sofás. Durante o último ano do ensino médio, ela se mudou para Los Angeles sem um guardião legal antes de retornar a Oakland em seguida. Para ajudar nas despesas, ela se virou para roubar itens de supermercados por um curto período.
Em 2013, Nick Cannon, que havia sido o anfitrião do Americas' Got Talent durante a participação do PopLyfe, chamou Kehlani para perguntá-la sobre a criação de um grupo de rap. Ela concordou com ele primeiro e foi para Los Angeles, mas, em última análise, ela não gostou da direção do grupo de voltou a morar em Oakland de novo. Alguns meses depois, Kehlani lançou sua primeira música solo no SoundCloud chamada "ANTISUMMERLUV". Cannon a chamou de volta a Los Angeles após ouvir a canção e lhe deu um apartamento e um tempo no estúdio.

### 2014–presente: "Cloud 19"e "You Should Be Here"
O tempo no estúdio culminou em 2014 com o lançamento do seu primeiro mixtape, Cloud 19. O mixtape tem a participação dos vocais de Kyle Dion. Cannon também a enviou a Nova York para trabalhar com o produtor Jahaan Sweet. O álbum alcançou o 28º lugar na lista do Complex dos Melhores Álbuns de 2014, e também foi listado entre os Mixtapes Esquecidos de 2014 da Pitchfork. Sua canção, "Till The Morning" foi escolhida pela Billboard como uma das "Emerging Picks of the Week" em 7 de novembro de 2014. No início de 2015, Kehlani abriu o show de G-Eazy na segunda fase de sua turnê "From The Bay To The Universe Tour".
Em abril de 2015, ela lançou seu segundo mixtape, You Should Be Here. A Billboard o considerou o "melhor álbum de R&B do ano", e ele iniciou alcançando o número 5 na lista de R&B/Hip-Hop. O álbum contém as participações de Chance The Rapper e BJ the Chicago Kid. Uma semana após o lançamento de seu mixtape, ela anunciou que havia assinado com a Atlantic Records. Para promover seu álbum, ela seguiu em turnê com a "You Should Be Here Tour", da qual todos os ingressos se esgotaram na América do Norte e em alguns lugares da Europa. Ao longo de 2015, ela também recebeu elogios individuais: Complex a chamou de uma dos "15 artistas promissores de 2015" e a Rolling Stone a nomeou uma dos "10 novos artistas que você precisa conhecer". Ela também foi indicada a um Grammy em 2016 como Melhor Álbum Urbano Contemporâneo. Kehlani colaborou com Zayn na canção "Wrong" do seu álbum de estreia Mind of Mine, lançado no dia 25 de março de 2016. Em 07 de Janeiro de 2019, Kehlani  anunciou em seu Instagram que lançaria a nova música. No dia 10 de Fevereiro de 2019, lançou o single e o vídeo de "Nights Like This" em sua conta do Youtube, com participação especial do rapper Ty Dolla Sign. Ty Dolla e Kehlani escreveram a música e Lani a produziu.

###### Vida pessoal
Em janeiro de 2016, foi noticiado de que ela estava em um relacionamento com o jogador de basquetebol da NBA Kyrie Irving. Em março de 2016, o músico canadense PartyNextDoor postou uma foto segurando a mão de Kehlani, insinuando que eles estavam na cama juntos, o que fez o jogador alegar que ela estava o traindo. Isso causou uma polêmica na mídia através do Twitter, em que o nome de ambos, Kehlani e Kyrie, estava nos trending topics em centenas de milhares de postagens. Essa exposição causou a tentativa de suicídio de Kehlani. Kehlani postou em seu lnstagram deletado uma foto dela mesma no hospital explicando que não houve traição e o término da relação com Irving foi o que a levou a ter um caso com seu "melhor amigo" PartyNextDoor, a quem ela creditou como tendo salvado sua vida durante a tentativa de suicídio. Irving mais tarde relatou que eles haviam terminado antes do incidente. Em 2018, Irving escreveu uma carta de desculpas à Kehlani em um post do Instagram, expressando carinho pela cantora, e ela respondeu desejando a ele tudo de bom.
Após um tumultuoso ano em 2016, ela reativou sua conta no Twitter.
Em 2018, Kehlani declarou em seu twitter que se identifica como queer. Em entrevista, revelou estar dentro da escala não binária. Numa livestream, anunciou ser lésbica. Ela disse que prefere relações poliamorosas.
No dia 12 de outubro de 2018 ela anunciou no twitter que estava grávida de 4 meses de uma menina e, meses depois, revelou no chá de bebê que o nome de sua filha é "Adeya Nomi".

## Discografia
- 2017: SweetSexySavage
- 2020: It Was Good Until It Wasn't

## Turnês
- 2015: You Should Be Here Tour
- 2017: SweetSexySavage World Tour